# 宮城時亮
宮城 時亮（みやぎ ときすけ、1838年（天保9年3月） - 1893年（明治26年）3月13日）は、幕末の長州藩士、明治期の官僚。宮城県令。

## 経歴
長州藩士の家に生まれた。
明治4年11月13日（1871年12月24日）、入間県権参事に任官。明治5年11月7日（1872年12月7日）、同参事に昇進。
1873年2月7日、宮城県参事に転任。1874年9月18日、同権令、さらに1878年6月14日、県令に昇進。この間、1875年6月から9月まで五等判事を兼任した。
士族に養蚕を奨励。県庁内に士族授産評議会を設置し、1877年に県下士族の授産勧奨法を施行した。また、1873年、官立宮城師範学校、1874年に同附属小学校と宮城外国語学校を設立した。1875年には勧業試験場、警察出張所を設置した。
1878年7月3日、依願免本官となり退官した。